# The Box Car Baby
Pour plus de détails, voir Fiche technique et Distribution.
The Box Car Baby est un film muet américain réalisé par Fred Huntley et sorti en 1912.

## Fiche technique
- Réalisation : Fred Huntley
- Production : William Nicholas Selig
- Dates de sortie : 
  - États-Unis : 19 août 1912

## Distribution
- George Hernandez
- James Robert Chandler
- Frank Clark
- Lillian Hayward
- Clyde Garner
- Frank Richardson
- Baby Lillian Wade : Toodles
- Daisy Prideaux